# Skolen ved Søerne
Skolen ved Søerne er en folkeskole på Frederiksberg. Skolen er delt op i to afdelinger: En på Niels Ebbesens Vej 10, som er skole for 0. til 5. klasse, og en på Fillippavej 2-4, som er skole for børn i 6. til 9. klasse. Skolen blev oprettet i 2004. 

## Historie
Bygningen på Filippavej har tidligere rummet Skt. Jørgens Gymnasium og derefter Frederiksberg Studenterkursus, som Frederiksberg Kommune lukkede i 2001. Den er opført i 1927 og tegnet af Niels Hamberg.
Bygningerne på Niels Ebbesens Vej 10 stammer fra 1877/1889 og er opført som en forsøgsskole med den nye skolereform for heldagsskolen under navnet Skolen på Niels Ebbesens Vej. Den første bygning fra 1877 er tegnet af Harald Drewsen, mens den anden fra 1889 er tegnet af C.L. Thuren. Begge er bygget i gule teglsten i historicistisk stil inspireret af italiensk renæssance. I 1908 blev der opført et gymnastikhus i røde teglsten, også tegnet af Thuren. Skolen på Niels Ebbesens Vej lukkede i 1992, hvorefter Frederiksberg Gymnasium overtog den frem til åbningen af Skolen ved Søerne i 2004.